# Kinashi Takakasu
Kinashi Takakazu ( Oita, Japón, 7 de marzo de 1902 - 26 de julio de 1944) fue un marino con el rango de contralmirante  perteneciente a la Armada Imperial Japonesa.

## Biografía
Takakazu nació en 1902 en el pueblito de Usuku, prefectura de Oita, ingresó a la Academia de la Armada Imperial Japonesa en 1920, graduándose en el lugar n.º 255 de un curso de 255 postulantes a cadete.
Sirvió como guardiamarina en diferentes navíos tales como el Tatsuta, Iwate e Izumo. Realizó giras de instrucción recorriendo puertos en México, Canadá y las Indias Orientales siendo ascendido a alférez en el transcurso.
Ingresó a la Academia Naval de Etajima para instrucción de torpedos y artillería naval obteniendo en 1926 el grado de teniente.
En 1927 fue transferido a la Fuerza de Submarinos sirviendo en las unidades,  I-61 , I-54 , I-66. 
En 1930 fue ascendido a capitán de corbeta y asignado al minador Okinoshima y posteriormente al nuevo destructor Fubuki.
Desde 1938 a 1939 se le reasignó nuevamente a la Fuerza de Submarinos y se le concedió el primer mando a cargo del RO-59.
Desde 1940 a julio de 1941 se le asignó el mando del RO-3 y del I-34.

### Segunda Guerra Mundial
En la apertura de las hostilidades con Estados Unidos, Takakazu estuvo al mando del I-62 hasta julio de 1942.
El 15 de julio de 1942 se le asignó el mando del I-19 y participó en agosto de ese año en la Batalla de Guadalcanal teniendo como misión torpedear los buques enemigos escapados; pero la intervención de un patrullero enemigo impidió el cumplimiento del objetivo.
El 25 de agosto Takakasu detectó en superficie un portaviones enemigo y su escolta, intentó colocarse en posición de ataque pero no pudo alcanzar la posición de lanzamiento.
La perseverancia de Takakasu tuvo fruto el 15 de septiembre de 1942 cuando el I-19 detectó una gran formación enemiga compuesta por el portaviones Wasp, seguido del Hornet,  el acorazado North Carolina, seis transportes de tropas y destructores de escolta de la Task Force nª 18 navegando en zig zag entre Isla Espíritu Santo y  Guadalcanal.
Takakasu pudo escabullirse de la fuerza de escolta y estimó ´que el primer portaviones observado se colocaría en su posición en los próximos minutos.   El primer portaviones era el  Wasp, el cual abandonó el zig zag y se colocó en posición de lanzar aviones.
Para aprovechar su posición de lanzamiento y no errar en el blanco, a las 11:42 horas Takakasu ordenó lanzamiento en abanico de 6 torpedos y se sumergió inmediatamente.
Desde el Wasp se alcanzó a dar la alarma para evitar los torpedos, pero fue impactado en su parte delantera por el menos dos de ellos, los demás torpedos pasaron de largo, uno de ellos impactó en la proa a un destructor el USS O'Brien comprometiéndolo estructuralmente, el otro impactó al acorazado  North Carolina con daños no menores. 
Como resultado del ataque, el Wasp  se hundió y el resto de los navíos impactados resultaron con daños de gravedad, el O´Brien se hundió un par de meses más tarde.
El I-19 fue perseguido con cargas de profundidad;  pero pudo escapar arribando el 25 de ese mes a Truk.
Takakasu fue promovido a comandante y recibió el honor de una entrevista personal con el emperador Hirohito.
Takakasu mantuvo su mando en el I-19 y se le asignó patrullar las áreas cercanas a Guadalcanal, no logrando ningún objetivo hasta mayo de 1943 cuando estando cerca de Suva, Islas Fiyi, torpedeó un buque Clase Liberty, el USS William Williams, cargado con madera, este quedó severamente dañado incendiándose su carga, pero no resultó hundido. El capitán del buque estadounidense hizo radiar un mensaje de emergencia sin cifrar dando a entender que la carga del buque consistía en explosivos de alta potencia y que en cualquier momento explosaría, la tripulación fue ordenada de abandonar el buque lo más apresuradamente posible mientras se quedaba a bordo un equipo para control de los daños,  Takakasu cayó en el engaño al captar el mensaje radiado y dio al USS William por perdido, ordenó emerger, disparar a los botes salvavidas matando un marinero y se sumergió abandonando la presa, los marinos retornaron al buque apagaron los incendios y solicitaron remolque a puerto seguro salvando el buque.

### Última misión
El 10 de octubre de 1943, estando en Kure fue asignado al mando del I-29 y se le ordenó preparar la cuarta misión Yanagi   (misión de intercambio entre la Alemania Nazi y Japón), esto era considerado una misión de honor entre la fuerza de submarinos de Japón. 
Takakasu arribó a Singapur  el 14 de noviembre de 1943.
Cargó entre sus mamparos, 80 toneladas de goma en bruto, 80 toneladas de Tungsteno, 50 toneladas de Estaño, 2 toneladas de Cinc y 3 toneladas compuesta por Quinina, opio y café.   
En ese puerto se encontró con el I-8 que venía de Brest, Takakasu solicitó reinstalar el detector de señales de radar de superficie alemán,  Fumo FuMB 1 denominado "Metox" desde ese submarino al suyo siendo autorizado.
La inteligencia aliada ya había marcado al I-29 como blanco de importancia mediante los criptoanalistas del  Código Ultra y hacían punteo de sus actividades.
Zarpó el 23 de diciembre, transportando además ingenieros de Mitsubishi, alta oficialidad militar especialistas en diversos armamentos.
Logró hacer contacto con el U-558 cerca de la costa africana y arribó fuertemente escoltado el 14 de marzo en la base alemana de Lorient.
Kinashi Takakasu fue invitado a la Cancillería en Berlín donde fue condecorado por el mismo Hitler con la Cruz de Hierro de Segunda Clase por motivo del hundimiento del USS Wasp.
El I-29 fue requipado con un detector FumMB2 Naxos y cargado en el hangar con un Me 163 Komet, planos de la bomba volante V-1, un motor Jumo 4B usado en los aviones a reacción Me 262, giroscopios, 20 máquinas Enigma,  planos de lanchas torpederas, Bauxita y  amalgama de Radio. Se embarcó a cuatro ingenieros alemanes adicionalmente para ser transferidos a Japón.
Zarpó el 16 de abril de 1944 y arribó a salvo a Singapur el 14 de julio de 1944. 
Takakasu recibió la orden del Alto Mando de transferir los planos y dibujo de diseños alemanes por vía aérea a Japón, pero las maquinarias y los científicos alemanes permanecieron a bordo.
Takakasu zarpó junto al I-29 el 22 de julio rumbo a Kure por una ruta en el Mar de Filipinas.  Los aliados mediante sus criptoanalistas habían señalado la presencia del I-29 en Singapur y decodificado la ruta a seguir.
El 26 de julio de 1944, el I-29 navegaba en superficie cuando el detector de radar detectó señales de un enemigo en superficie en la entrada del Canal de Balintang  en el Estrecho de Luzón.
Takakasu en vez de ordenar inmersión,  ordenó permanecer en superficie, aumentar la velocidad y preparar ataque de torpedos, pero recibió simultáneamente tres de cuatro torpedos provenientes del  USS Sawfish (SS-276) y se hundió casi de inmediato en la posición (20°10′N 121°55′E / 20.167, 121.917),  tres marinos japoneses que estaban en cubierta preparando el cañón popel pudieron saltar al agua; pero solo uno logró sobrevivir nadando a una pequeña isla e informar el final del I-29.    
Kinashi Takakasu murió a bordo del I-29 junto a pasajeros y tripulación restante.
Fue promovido póstumamente a contralmirante.